# Agustín Gamarra
Agustín Gamarra, född 27 augusti 1785, död (stupad) 18 november 1841, var en peruansk militär och politiker. Två gånger var han Perus president. Första gången 1829 till 1833 och andra gången 1838 till 1841, då han invaderade Bolivia och stupade i ett slag vid Ingavi, under  Peruansk-bolivianska kriget.